# Dans le soleil du père : Géricault
Dans le soleil du père : Géricault est un roman d'Andrée Chedid paru en 1992. Il prend la forme d'un journal intime tenu par le fils naturel du peintre Théodore Géricault. Le thème de la relation entre le fils et le père et l'évocation des tableaux du grand artiste français sont au centre de l'œuvre.

## Contexte de rédaction
L'éditeur J.-L. Flohic demande à Andrée Chedid d'écrire un texte dans sa collection « Musées secrets ». Le but est de proposer sous un jour inédit la biographie d'un peintre ou d'un sculpteur, accompagnée de reproductions d'oeuvres de l'artiste en rapport étroit avec le récit. Parmi les figures éligibles dans la série, Andrée Chedid choisit Géricault (1791-1824), que Le Radeau de la Méduse, notamment, a contribué à rendre célèbre. Elle entreprend des recherches sur ce peintre dont la vie fait écho par certains aspects à la sienne.

## Résumé
L'auteur du journal, d'abord déclaré « né de parents inconnus », a appris, bien après la mort de Th. Géricault, qu'il est né de la relation adultère entre le jeune peintre et sa tante Alexandrine-Modeste Caruel de Saint-Martin. Le journal fictif repose en cela sur des données biographiques : Géricault a dû quitter Paris en 1816 à la suite du scandale provoqué par sa liaison avec la femme de son oncle ; l'enfant illégitime issu de cette union, Georges-Hippolyte, a été reconnu plus tard par son grand-père paternel qui l'a autorisé à porter le nom de son père mort (en 1840). La relation entre le fils et le père dans le roman pourrait rappeler celle qu'Andrée Chedid a entretenue avec son père absent à la suite du divorce du couple parental. 
Quoique enfant abandonné, Georges-Hippolyte commande au sculpteur Antoine Etex un tombeau pour son père. Il scrute les tableaux de Géricault, à la recherche de détails susceptibles de révéler le visage du disparu. Il croit ainsi reconnaître le regard du peintre figuré dans la  « Tête  de  cheval  blanc  »  : «  L’âme  de  Géricault  hante  l’œil  droit  de  ce  cheval  et  son  regard  lointain  ;  ce  regard  planté  dans  l’ailleurs,  dans l’absence, dans la mort prochaine. (...)  Il  dure,  mon  père,  dans  chaque  parcelle  de  cette  toile,  dans  chaque  fraction de ce portrait. Jour  après  jour  nous  dialoguons,  Théodore  Géricault  et  moi ».
Le journal commence en 1841, quand Georges-Hippolyte Géricault est âgé de 22 ans. Le texte se compose de  23  fragments qui marquent « une compréhension de plus en plus biographique de l’art du père ».

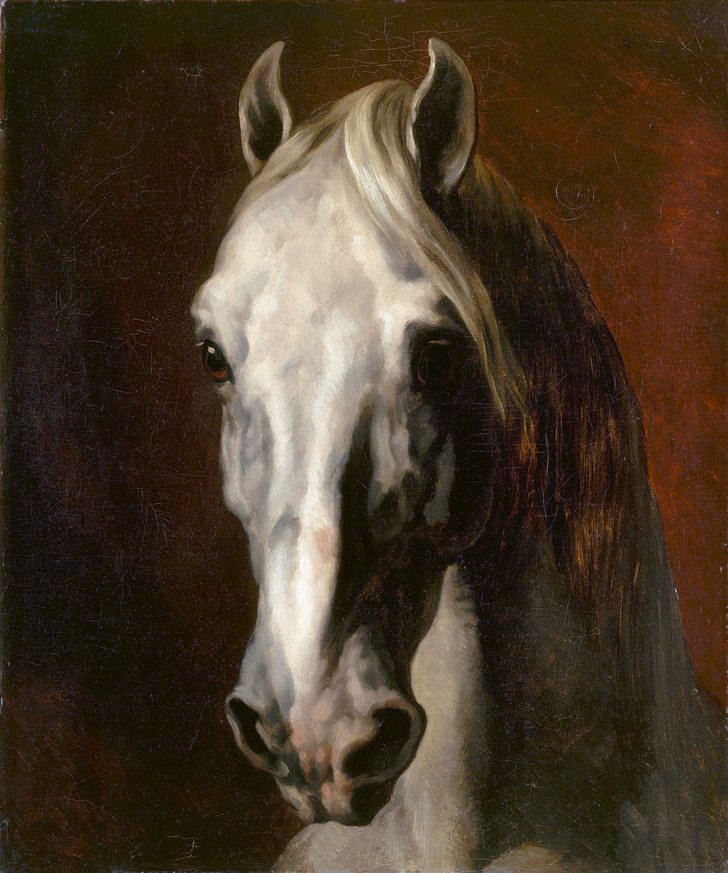
Tête de cheval blanc (1815), Géricault.
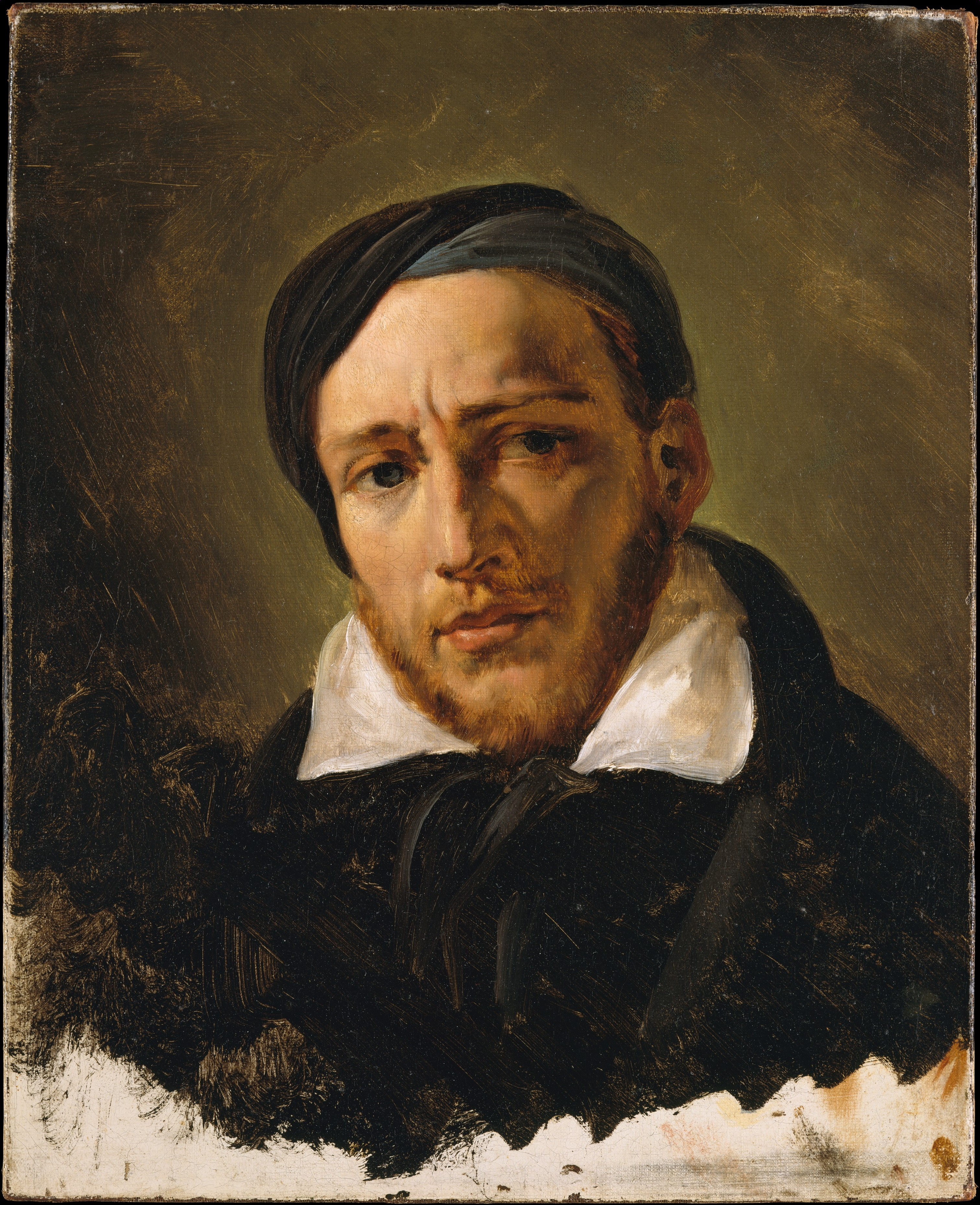
Portrait de Théodore Géricault par Horace Vernet (1822-1823)
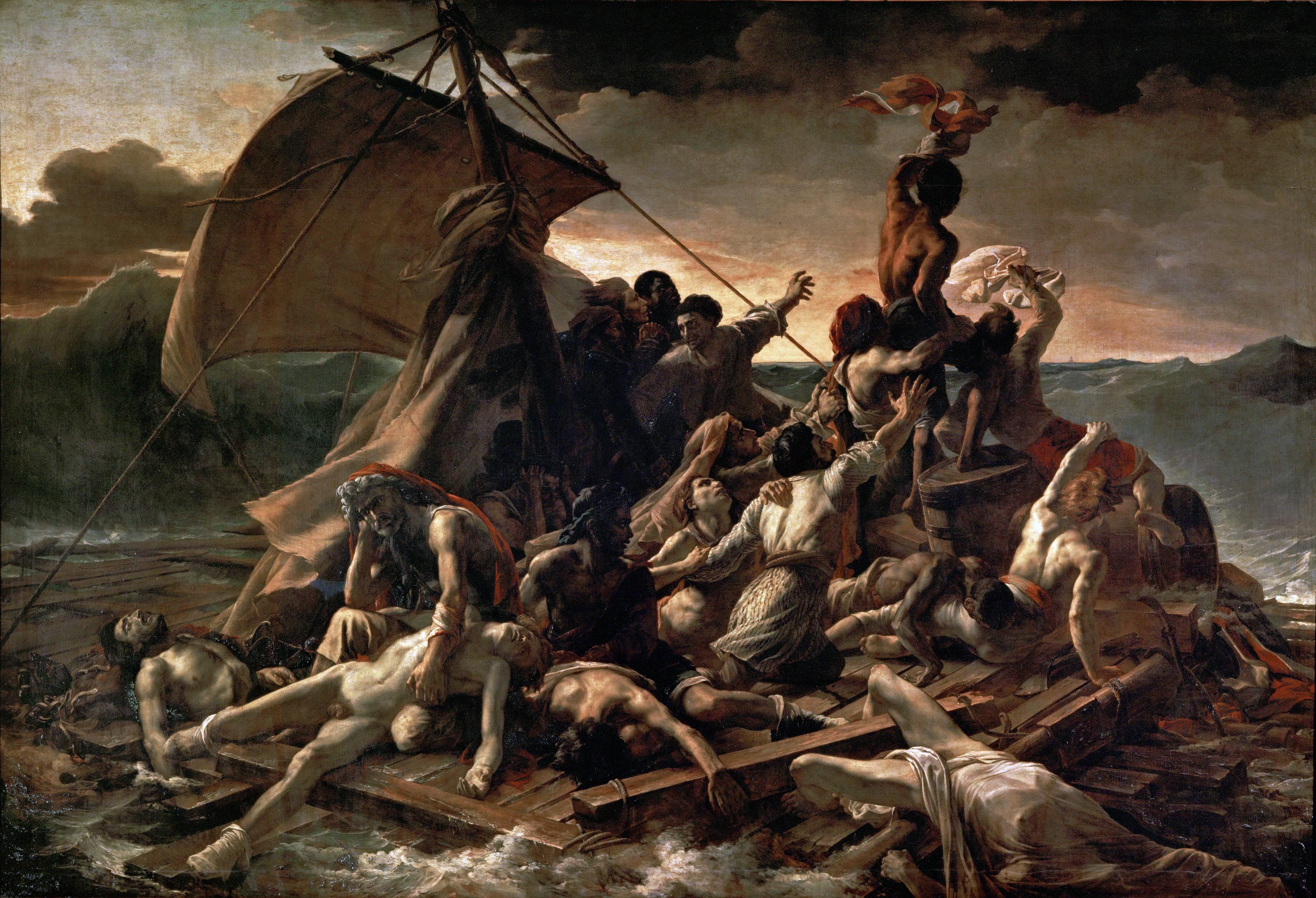
Le Radeau de la Méduse (1818-19)
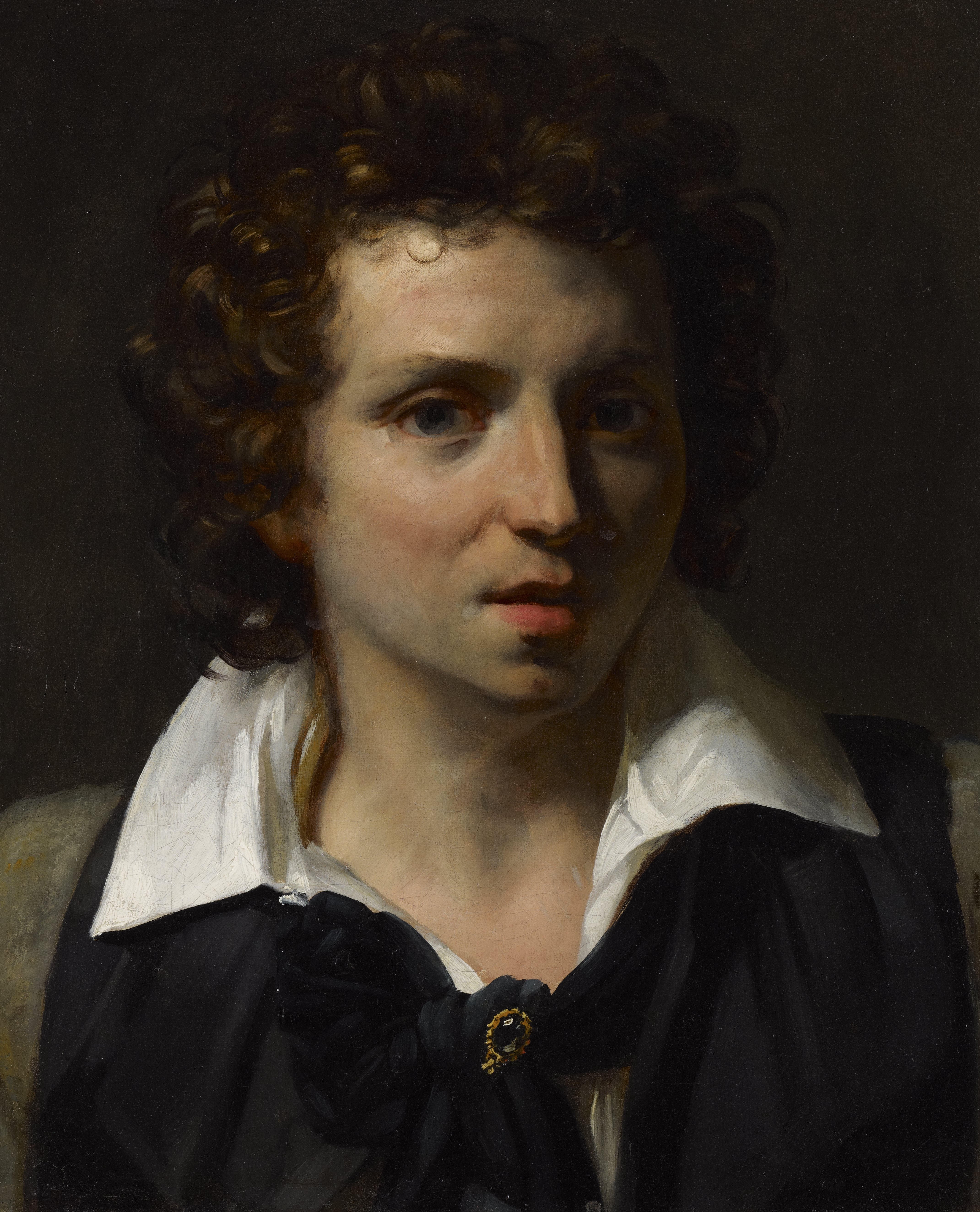
Portrait d'un jeune homme, Géricault (1818)
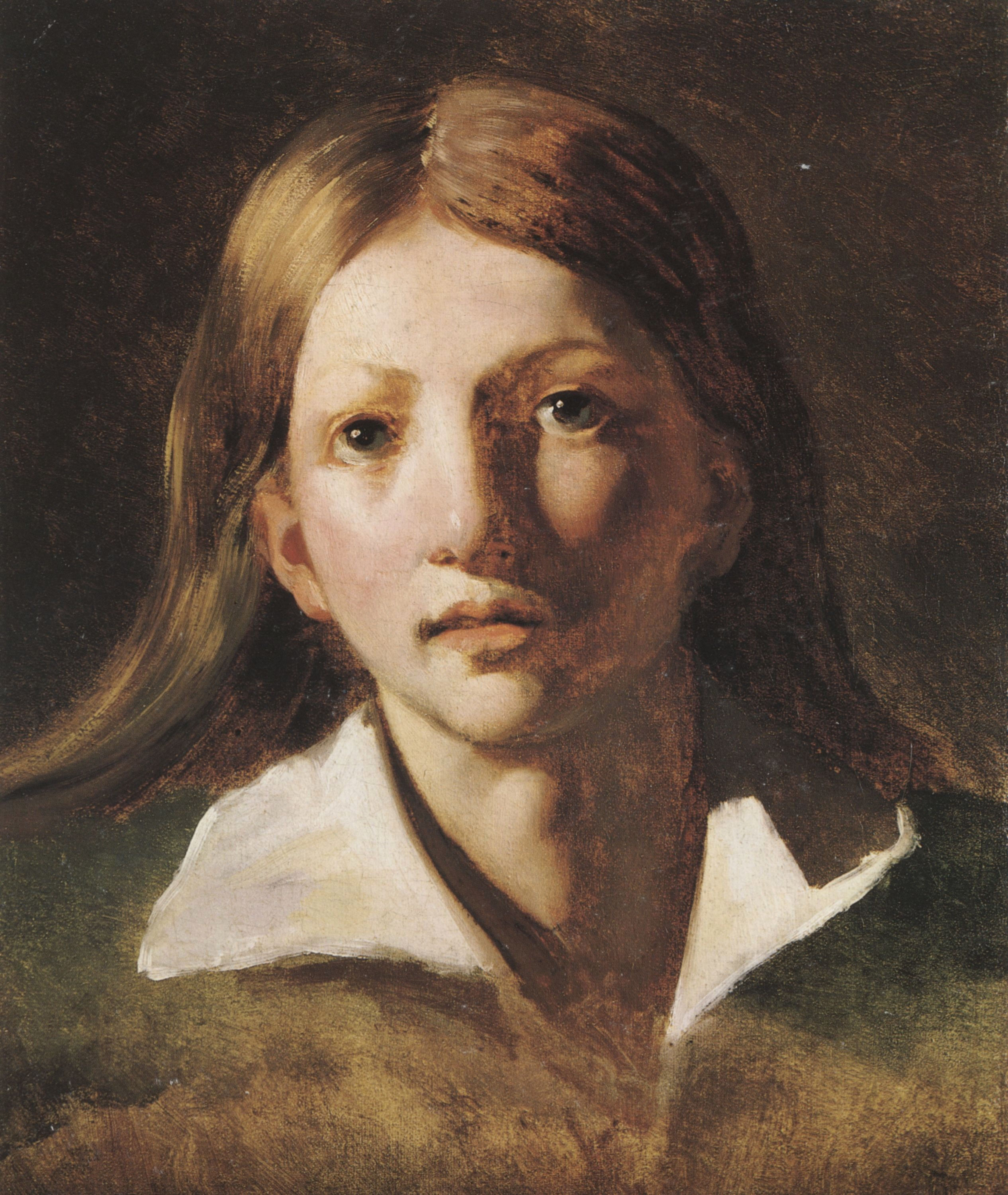
Portrait d'un jeune garçon aux longs cheveux blonds, Géricault (1819–1820)
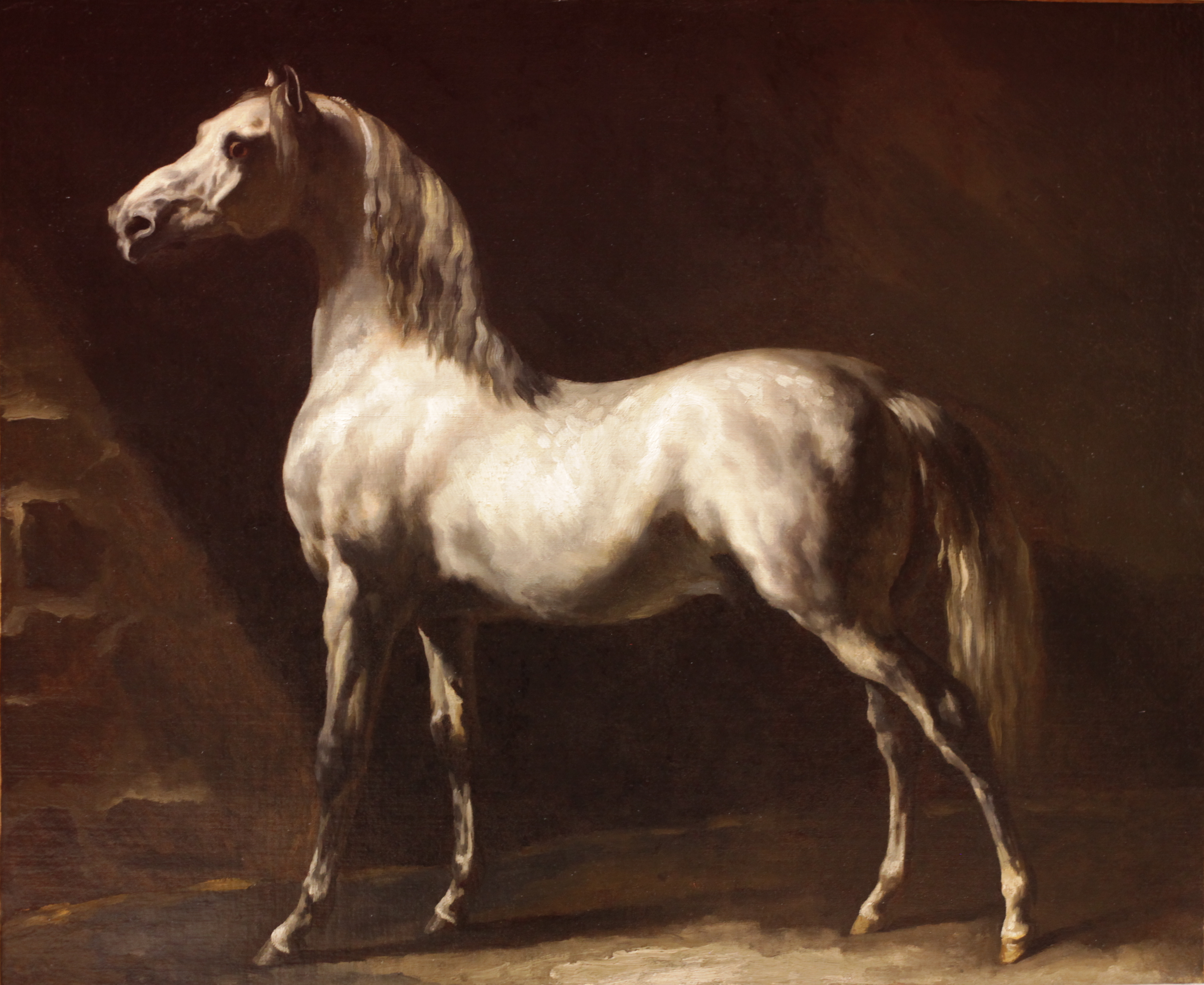
Cheval arabe blanc, Géricault